# Knut Brinck
Knut Torsten Brinck, född 27 oktober 1920 i Kristianstad, död 19 mars 2003 i Färingsö församling, Stockholms län, var en svensk konstnär.
Brinck, som var son till bokbindarmästare Christian Brinck och Elin Andréasson, studerade vid Berghs reklamskola 1945–1946 och var därefter anställd på Meyerhoffs reklambyrå i Stockholm 1946–1947. Efter att ha studerat vid Konstfackskolan 1948–1950 bedrev han egen verksamhet som tecknare, industriell formgivare, skulptör och keramiker.